# Дуброва (Червенский район)
Дуброва (бел. Дуброва) — деревня в Червенском районе Минской области. Входит в состав Червенского сельсовета. Конечная точка ряда транспортных маршрутов, следующих через автовокзал Червеня из Минска.

## Географическое положение
Находится примерно в 20 километрах юго-восточнее райцентра, в 83 км к юго-востоку от Минска и в 26 км от железнодорожной станции Пуховичи линии Минск—Осиповичи.

## История
На 1858 год имение, принадлежавшее помещику Владиславу Русецкому и входившее в состав Игуменского уезда Минской губернии. В переписи населения Российской Империи 1897 года упоминаются два урочища Дубрава в составе Пуховичской волости. Первое из них, также называемое Ореховка, насчитывало 7 дворов и 37 жителей, второе, оно же Михалёво, насчитывало 11 дворов, здесь проживали 77 человек. На 1908 год существовали урочища Дубрава Старая и Дубрава Новая, обе по 9 дворов, насчитывали 35 и 58 жителей соответственно. На 1917 год в ниж проживали соответственно 62 и 65 человек. С февраля по декабрь 1918 года деревня была оккупирована немецкими войсками, с августа 1919 по июль 1920 — польскими. 24 августа 1924 года деревня вошла в состав вновь образованного Гребенецкого сельсовета[уточнить] Червенского района Минского округа (с 20 февраля 1938 — Минской области). Согласно переписи населения СССР 1926 года здесь насчитывалось 10 дворов, проживал 51 человек. Во время Великой Отечественной войны деревня была оккупирована немецко-фашистскими захватчиками в начале июля 1941 года, 6 её жителей не вернулись с фронта. Освобождена в начале июля 1944 года. На 1960 год деревня Дубрава, насчитывавшая 144 жителя. На 1980-е годы она входила в состав совхоза «Гребенецкий», здесь работал магазин. На 1997 год 28 домов, 72 жителя. 30 октября 2009 года в связи с упразднением Гребенецкого сельсовета передана в Червенский сельсовет. На 2013 год 17 жилых домов, 54 жителя.

## Население
- 1897 — 7 дворов, 37 жителей + 11 дворов, 77 жителей
- 1908 — 9 дворов, 35 жителей + 9 дворов, 58 жителей
- 1917 — 9 дворов, 62 жителя + 9 дворов, 65 жителей
- 1926 — 10 дворов, 51 житель
- 1960—144 жителя
- 1997 — 28 дворов, 72 жителя
- 2013 — 17 дворов, 54 жителя

## Известные уроженцы
- Капский, Анатолий Анатольевич — председатель правления футбольного клуба БАТЭ (1996—2018)